# Taylor Jenkins Reid
Taylor Jenkins Reid (Acton, 20 de dezembro de 1983) é uma escritora norte-americana.
É conhecida por seus livros Os Sete Maridos de Evelyn Hugo (2017), Daisy Jones & The Six (2019) e Malibu Renasce (2021).

## Biografia
Taylor nasceu na cidade de Acton, em Massachusetts, em 1983. Começou a escrever enquanto trabalhava em uma escola de ensino médio, até conseguir um contrato de publicação. Trabalhou com produção de filmes, tendo trabalhado em escalação de elenco por três anos até se formar na faculdade e conseguir outro emprego.
Seu primeiro livro, Para Sempre Interrompido, foi publicado em 2013. Os Sete Maridos de Evelyn Hugo foi publicado em 2017, narrando a história de uma ficcional antiga estrela de Hollywood, Evelyn Hugo, enquanto ela revela misteriosos segredos da sua vida e de seus glamourosos casamentos.
Seu livro de 2019, Daisy Jones & The Six, reconta os altos e baixos de uma ficcional banda de rock dos anos 70. Ela vem sendo adaptado para uma minissérie pelo Amazon Studios, co-produzida por Reese Witherspoon. O livro é vagamente baseado na carreira da banda Fleetwood Mac e a gravação de seu álbum de sucesso Rumours.

## Vida pessoal
Taylor mora em Los Angeles com seu marido, Alex Jenkins Reid, e a filha do casal.

### Romances
- Atmosphere (2025)
- Carrie Soto is Back (2022)
  - Carrie Soto Está de Volta (em Portugal, Topseller, 2022)[10]
- Malibu Rising (2021)
  - Malibu Renasce (em Portugal, Topseller, 2022)
- Daisy Jones & The Six (2019)
  - Daisy Jones & The Six  (em Portugal, Topseller, 2021)
- The Seven Husbands of Evelyn Hugo (2017)
  - Os Sete Maridos de Evelyn Hugo (em Portugal, Topseller, 2021)
- One True Loves (2016)
  - Amores Verdadeiros (em Portugal, Topseller, 2023)
- Maybe in Another Life (2015)
- After I Do (2014)
  - Deixo-te para Não te Perder  (em Portugal, Editorial Presença, 2028, 2022)
- Forever Interrupted (2013)
  - Tu, Eu e Todo o Tempo do Mundo (em Portugal, Editorial Presença, 2026)[11]

### Novela
- Evidence of the Affair (2018)

## Premiações
Malibu Renasce foi finalista no Book of the Month em 2021.
Daisy Jones & The Six venceu o Goldsboro Books Glass Bell Award em 2020.
Daisy Jones & The Six foi finalista no Book of the Month em 2019.
Os Sete Maridos de Evelyn Hugo foi indicado ao Prêmio Goodreads Choice de Melhor Ficção Histórica em 2017.
Os Sete Maridos de Evelyn Hugo foi finalista no Book of the Month em 2017.